# Regels van het Eurovisiesongfestival
Dit artikel gaat over de regels van het Eurovisiesongfestival. Veel van deze regels gaan over technische aspecten van de televisie-uitzending zelf. Er zijn echter ook enkele belangrijke regels over het gedrag en de uitslag van het festival. Deze regels gelden sinds 2003 ook voor het Junior Eurovisiesongfestival en alle veranderingen die vanaf dat jaar worden doorgevoerd, worden ook bij dit songfestival doorgevoerd.

## Aantal liedjes
Elk land dat deelneemt aan het Eurovisiesongfestival mag slechts één liedje inzenden. De finale van het festival staat 26 liedjes toe, afgezien van in 2015 toen 27 landen in de finale stonden, aangezien Australië toen (oorspronkelijk) eenmalig uitgenodigd was om mee te doen. Sinds 2016 doet ook Australië mee in de halve finales. De finale zelf bestaat uit de volgende landen:
- De landen van de "Big Five" (Frankrijk, Duitsland, Italië, Spanje, en het Verenigd Koninkrijk). Omdat deze landen de grootste financiële bijdrage aan het festival leveren, worden zij beloond met een automatische plek in de finale.
- Het land dat in het betreffende jaar het festival organiseert.
- 10 landen die gekwalificeerd zijn in de eerste halve finale, die wordt gehouden op de dinsdag voor de finale.
- 10 landen die gekwalificeerd zijn in de tweede halve finale, die wordt gehouden op de donderdag voor de finale.

Bij de allereerste wedstrijd in 1956 brachten alle deelnemende landen twee liedjes,  de maximale  duur van een liedje was toen nog niet vastgelegd. Tegenwoordig is het niet toegestaan om een liedje van langer dan drie minuten in te sturen, al nemen vele artiesten een lange studioversie op en spelen ze een verkorte versie van het liedje op het festival zelf. De hoeveelheid aan deelnemende landen is fors toegenomen in de duur van het festival, en sinds 1993 zijn de regels verschillende keren veranderd om een limiet te brengen aan het aantal finalisten en ook om voormalige Sovjet- en Joegoslavische republieken, naties uit het Warschaupact en andere landen toe te staan om deel te nemen.

## Niet eerder gepubliceerde muziek
Het deelnemende liedje mag niet een cover zijn of een remix van het werk van een andere artiest. Alle liedjes moeten volledig origineel zijn, zowel qua tekst als melodie, en mogen niet eerder gepubliceerd zijn dan 1 september van het voorgaande jaar. Het liedje mag enkel officieel op de markt gepubliceerd worden tot na de wedstrijd. Deze regel gold ook toen in 2020 het Eurovisiesongfestival werd afgelast vanwege de coronapandemie die dat jaar uitbrak. Artiesten die waren geselecteerd voor dit festival mochten wel opnieuw worden geselecteerd voor het Eurovisiesongfestival van 2021, maar moesten dan met een nieuw liedje komen. 

## Stemmen en instrumenten
Er is nog nooit een volledig instrumentaal liedje toegestaan op het Eurovisiesongfestival. Letland deed in 2006 een a-capella-act, net als België in 2011, Noorwegen in 2010 en Oostenrijk in 2011. Zij begonnen het liedje a capella, maar brachten daarna ook instrumenten ten gehore. Livemuziek is sinds 1998 niet toegestaan tijdens de uitvoering. Dit bleek cruciaal voor de deelname van Moldavië in 2010 en 2017, waarbij de saxofonist Sergey Stepanov van SunStroke Project een internetfenomeen werd onder de naam Epic Sax Guy, omdat hij zijn bewegingen overeen moest laten komen met de eerder opgenomen instrumentale versie van het liedje die tijdens de uitvoering werd afgespeeld. IJsland stak in 2021 de draak met deze regel, door duidelijk nep te spelen op exuberante instrumenten.

## Artiesten
De huidige regels stellen dat landen tot zes artiesten op het podium mogen hebben. Deze moeten 16 jaar of ouder zijn op de dag van de finale. Een leeftijdsgrens werd voor het eerst in 1990 geïntroduceerd, nadat twee deelnemers van het voorgaande jaar 11 en 12 jaar waren geweest. Een tijdlang was er overeenstemming dat de deelnemende artiesten 16 jaar moesten zijn op de dag van de halve finale. Voor artiesten tussen 10 en 15 jaar bestaat sinds 2003 het Junior Eurovisiesongfestival.
Er ligt geen restrictie op de nationaliteit van de artiesten, waardoor in sommige gevallen landen worden vertegenwoordigd door artiesten die niet de nationaliteit van dat land hebben. Een van de bekendste gevallen (alsmede een van de bekendste winnaars van het festival) was de Canadese Céline Dion, die in 1988 voor Zwitserland op het podium stond.

## Taal
Vanaf de eerste wedstrijd in 1956 tot aan 1965, en ook tussen 1973 en 1976 lagen er geen restricties op de taal waarin het liedje gezongen werd. Tussen 1966 en 1972, en nogmaals tussen 1978 en 1998 moesten liedjes in de taal van het land van herkomst gezongen worden. Deze regel werd eigenlijk al in 1977 ingesteld, maar omdat enkele landen al hun liedjes hadden ingestuurd, mochten zij deze zonder enige veranderingen alsnog gebruiken.
Vanaf 1999 werd de restrictie opgeheven en mochten liedjes weer in elke taal geschreven en gezongen worden. Als gevolg worden elk jaar veel liedjes geheel of gedeeltelijk in het Engels gezongen. In 2003 maakte België goed gebruik van de zogenaamde free language rule (vrije taalregel) en stuurde het liedje Sanomi in, in een voor het liedje verzonnen taal. Dit bleek succesvol, aangezien het liedje op de tweede plek eindigde, twee punten achter winnaar Turkije. De Nederlandse deelname Treble in 2006, zong ook in een verzonnen taal, en ook de Belgische deelname in 2008, O Julissi, werd in een verzonnen taal gezongen.

### Dialecten en regionale talen (per jaar)
In enkele gevallen werd een liedje in een dialect of een bedreigde taal gezongen:
- 1971, 1996, 2003 en 2012 - Oostenrijk werd gerepresenteerd door acts in verschillende dialecten van het Duits (Weens in 1971, Vorarlbergerisch in 1996, Stiermarks in 2003 en Mühlviertel in 2012).
- 1972 - Ierland zong in het Iers, een van de twee officiële talen van Ierland.
- 1980 - De titel van het liedje van Noorwegen was in de nationale minderheidstaal Sami.
- 1982 - Duitsland zong in het Duits, maar na bleek dat zij gewonnen hadden, deden zij een reprise in vijf verschillende talen: Duits, Engels, Frans, Italiaans en Nederlands.
- 1989 - Zwitserland zong in het Reto-Romaans, de vierde officiële taal van Zwitserland.
- 1990 en 2012 - Finland zong in het Zweeds, de tweede officiële taal van het land.
- 1991 - Italië zong in het Napolitaans, een Italo-Dalmatische taal die in Napels en omstreken wordt gesproken.
- 1992, 1993, 1996, 2011 en 2022 - Frankrijk zong in Antiliaans creool (1992), Corsicaans (1993 en 2011) en Bretons (1996 en 2022 ).
- 1995 - Het begin van het Griekse liedje was in het Oudgrieks.
- 1999 - Litouwen zong in het Samogitisch, een dialect van het Litouws.
- 2004 - Estland zong in Võro, wat ofwel als een dialect van het Estisch ofwel als een aparte taal wordt gezien.
- 2003, 2006 en 2008 - In 2003 zong Urban Trad uit België het liedje Sanomi in een volledig verzonnen taal, terwijl de Nederlandse deelnemers in 2006, Treble, de helft van hun liedje Amambanda in een fictionele taal zongen. In 2008 trad Ishtar met hun liedje O Julissi ook in een fictionele taal op.
- 2006 - Monaco zong gedeeltelijk in het Tahitiaans.
- 2009 - Tsjechië zong gedeeltelijk in het Romani, de taal van de Roma.
- 2009 - Israël zong gedeeltelijk in het Hebreeuws en het Arabisch.
- 2011 - Noorwegen zong gedeeltelijk in het Swahili.
- 2012 - De meerderheid van de inzending van Rusland was in het Oedmoerts (dat, net als het Russisch, een officiële taal is in Oedmoertië).
- 2016 - Oekraïne stuurde Jamala, een Krim-Tataarse zangeres, met haar liedje "1944", die tekst had in de Krim-Tataarse taal. Hierdoor ontstond veel controverse tussen Rusland en Oekraïne vanwege de annexatie van de Krim door de Russische Federatie.
- 2016 - Hetzelfde jaar stuurde Griekenland Argo met een liedje in het Pontisch. Het refrein was in het Engels.
- 2019 - Dit jaar werd het liedje van Noorwegen deels in het Noord-Samisch gezongen.
- 2021 - De Nederlands-Surinaamse Jeangu Macrooy zong zijn liedje deels in het Sranantongo, een taal die in Suriname wordt gesproken naast het Nederlands.

### Taalproblemen en prominentie van het Engels
Veel Europese landen zijn opgericht met taaleenheid in gedachten, en vanwege de soms ongewilde dominantie van de Engelse taal in moderne popmuziek kan de taal van een inzending soms een omstreden probleem vormen. Sommige inzendingen worden in het Engels uitgebracht om een breder publiek te raken, maar dit wordt vaak als onvaderlandslievend gezien. In de jaren tot en met 2007 is de hoeveelheid niet-Engelstalige liedjes afgenomen, waarbij vooral Israël, het voormalige Joegoslavië, Franstalige landen, Italië, Spanje en Portugal nog in hun eigen taal bleven opgetreden. Veel niet-Engelstalige liedjes deden het vaak slechter dan liedjes in het Engels. De laatste volledig niet-Engelstalige winnaar voor 2007 was Israël in 1998 met het Hebreeuwse liedje "Diva" van Dana International. Het winnende liedje van 2004, "Wild Dances", werd deels in het Oekraïens gezongen door Ruslana. Na 2007, toen Marija Šerifović met een Servisch liedje won, nam het aantal niet-Engelstalige liedjes weer toe. In 2008 deed ongeveer de helft van de deelnemende landen met een liedje in zijn eigen taal mee. Echter, pas in 2017 zou weer een niet-Engelstalig liedje winnen. Dit was "Amar Pelos Dois" van Salvador Sobral van Portugal.
In enkele gevallen werd de tekst in twee verschillende versies geschreven en opgenomen (vaak in het Engels en in de nationale taal) of in een enkele meertalige versie. Voorbeelden hiervan zijn:
- Denemarken, waar de nationale selectieprocedure taalvrijheid toestaat, maar als het winnende liedje van de nationale wedstrijd in het Deens is, moet deze opnieuw in het Engels worden geschreven en opgenomen.
- Zweden, ook al is er geen uitgesproken regel om het liedje in het Engels te vertalen, is dit vaak gedaan (als de regels dit toelieten), zoals in 1965, 1973, 1974, 1975, 1999, 2000, 2001, 2004, en 2006.
- Macedonië, dat in 2005 een stemming hield of het liedje in het Engels of in het Macedonisch gezongen moest worden.
- Frankrijk, waarvan de inzending in 2001 deels in het Frans en deels in het Engels werd gezongen. De deelname van 2007 werd in het Franglais gezongen. De Franse deelname in 2008 zorgde voor ophef omdat het volledig in het Engels was. In 2012 trad Anggun met haar liedje Echo deels in het Engels, maar voor het merendeel in het Frans op. Hetzelfde gebeurde in 2016, toen Amir het refrein van J'ai cherché in het Engels zong en de rest van het liedje in het Frans. In 2017 trad Alma met Requiem deels in het Engels op, maar voor het merendeel in het Frans.
- Albanië, dat alleen Albanese liedjes toestaat in "Festival i Këngës", hun voorselectie. Vervolgens vertalen ze vaak de tekst naar het Engels, zoals in 2014, 2015, 2016 en 2017.
- Italië, waarbij in het Festival della canzone di Sanremo het liedje in het Italiaans gezongen moet worden, zodat de artiest in theorie kan kiezen om het Eurovisiesongfestival in het Engels op te treden. Maar tot nu toe heeft geen enkele Italiaanse artiest zijn liedje volledig in het Engels gezongen (er werden maximaal een paar strofes in het Engels vertaald).

## Regelveranderingen per jaar
- 1956 Het eerste festival - elk van de zeven deelnemende landen wordt verplicht om een nationale selectie te houden om hun liedjes te kiezen.
- 1957 Nadat het liedje van Italië 5:09 minuten duurde, worden de regels aangepast tot een maximum van drie minuten voor deelnemende liedjes. Dit geldt tot vandaag de dag.[5]
- 1958 De conventie dat het winnende land het festival van het daaropvolgend jaar organiseert wordt geïntroduceerd. Echter, enkele landen weigeren dit in daaropvolgende jaren.
- 1959 Professionele producers of componisten mogen niet langer stemmen in de nationale jury's.
- 1962 Het stemsysteem verandert. Ieder land heeft nu 10 juryleden die hun favoriete liedjes 3, 2 en 1 punten geven. Daarvoor mochten zij alleen 1 punt uitdelen.
- 1963 De hoeveelheid juryleden neemt tot 20 toe. Zij mogen 5, 4, 3, 2 en 1 punten uitdelen.
- 1964 Het aantal juryleden gaat weer terug naar 10, en zij mogen nu 5, 3 en 1 punten uitdelen. Het wordt mogelijk voor een unanieme jury om alle 9 punten aan één liedje uit te delen, maar dit komt nooit ver. Het was ook mogelijk om 6 en 3 punten aan twee liedjes uit te delen, maar dit gebeurde alleen in 1965 toen de Belgische jury 6 punten aan het Verenigd Koninkrijk en 3 punten aan Italië uitdeelde.
- 1966 Landen moeten nu in een van hun nationale talen zingen.
- 1967 Het puntensysteem gaat weer terug naar dat van tussen 1957 en 1961. Elk van de tien juryleden deelt één enkel punt uit aan hun favoriete liedje - in theorie kan een land dus 10 punten krijgen, al was het hoogste onder dit systeem 9 punten van de Belgische jury voor het winnende liedje van Dana in 1970.
- 1968 Ook al is dit geen regelverandering, wordt de wedstrijd nu in kleur bij 6 van de 17 deelnemende landen uitgezonden. Vanaf dit jaar is het ieder jaar in kleur beschikbaar geweest.
- 1970 Omdat er in 1969 vier liedjes op de eerste plek kwamen, wordt er besloten dat in dit soort gevallen er een extra keer gezongen moet worden en dat de juryleden hieruit een winnaar moeten kiezen.
- 1971 Weer een verandering in het puntensysteem. Elk land krijgt nu twee juryleden: een van hoogstens 24 en een van minstens 25 jaar oud. Zij geven allebei één tot vijf punten voor elk liedje. Dit creëert een probleem, omdat sommige jury's minder punten uitdeelden dan andere. De regel dat er maximaal zes mensen op het podium mogen staan wordt ingevoerd. Voorheen mochten artiesten slechts alleen of als duet optreden.[6]
- 1973 De regel dat landen alleen in een van hun nationale talen mogen zingen worst opgeheven, maar slechts voor vier jaar.
- 1974 Het puntensysteem van tussen 1957 en 1961 en tussen 1968 en 1970 wordt voor de derde keer ingesteld.
- 1975 Het huidige puntensysteem wordt ingesteld. Elke jury geeft nu 12 punten aan het beste liedje, 10 voor het op een na beste, 8 voor het op twee na beste, 7 voor het op drie na beste enzovoort, totdat het op negen na beste liedje één punt mag ontvangen. In tegenstelling tot vandaag (2025) worden de punten niet gegeven op volgorde van laag naar hoog, maar op volgorde van wanneer de zanger of zangeres had opgetreden.
- 1976 Omdat het organiseren van de wedstrijd steeds duurder wordt, wordt de regel ingesteld dat voortaan elke deelnemende uitzender een deel van de kosten moet betalen.
- 1977 Liedjes moeten weer in de officiële taal van het land van herkomst gezongen worden.
- 1980 De juryvertegenwoordiger leest nu de punten op numerieke volgorde voor, van laag naar hoog, in plaats van op volgorde waarin het de liedjes zijn gezongen.
- 1987 Omdat het aantal deelnemende landen de 22 bereikte stelt de EBU een maximum in op het aantal deelnemende landen. Hoewel dit maximum op 22 ligt, is het over de jaren licht veranderd.
- 1990 Na de winst van de 13-jarige Sandra Kim in 1986, en de controversie over twee deelnemers in 1989 die nog maar 11 en 12 jaar oud waren, wordt er een minimumleeftijd van 16 jaar ingesteld.
- 1993 Na het uiteenvallen van Joegoslavië wordt er voor deze landen een voorselectie geïntroduceerd.
- 1994 Er wordt een 'degradatie' ingesteld om het aantal deelnemende landen beperkt te houden. Oorspronkelijk mogen de laagste vijf landen uit 1993 niet deelnemen aan de wedstrijd van 1994. Deze degradatie wordt door de jaren heen lichtelijk aangepast.
- 1997 Na controverse over de voorselectieprocedure van 1996 (net als in 1993) waarbij Duitsland niet mee mocht doen aan de wedstrijd, wordt de degradatieprocedure aangepast zodat alleen de landen met de beste gemiddelde scores van de afgelopen vier jaren mee mogen doen.
- 1997 Telestemmen (televoting) wordt in vijf landen getest en zal vanaf 1998 de geprefereerde manier van stemmen worden.
- 1999 De restricties op de gezongen taal werden weer opgeheven.
- 1999 Landen kiezen steeds meer voor afspeelbandjes, zodat orkesten bijna afgeschaft worden. Live muziek wordt optioneel en sinds 1999 hebben alle uitzenders geweigerd om een live orkest te gebruiken. In 2004 wordt alle live muziek verboden. Zelfs artiesten mogen op het podium hun muziek niet meer live spelen, al wilden ze dit nog zo graag. Dit verbod op live muziek geldt nog altijd.
- 2000 De "Big Four"-regel wordt ingesteld, zodat Frankrijk, Duitsland, Spanje en het Verenigd Koninkrijk automatisch aan de wedstrijd mogen deelnemen zonder rekening te houden met hun eerdere deelnames. In 2011 doet ook Italië weer mee en sindsdien maakt dit land ook deel uit van deze regeling, zodat het nu de "Big Five"-regel genoemd wordt.
- 2004 De degradatieregulering wordt opgeheven en halve finales worden geïntroduceerd. Landen die in de halve finale worden geëlimineerd mogen nog wel stemmen in de finale. De gewoonte om de scores in zowel het Frans als het Engels op te lezen wordt opgeheven. De vertegenwoordiger leest de scores nu in een van beide talen voor, waarna de presentator het in de andere taal herhaalt.
- 2006 De juryvertegenwoordigers lezen niet meer de punten van 1 tot en met 12 voor. In plaats daarvan worden de scores tot en met 7 kort getoond en lezen de vertegenwoordigers de 8, 10 en 12 punten voor.
- 2008 Met een recordaantal van 43 deelnemende landen wordt een tweede halve finale ingesteld. Juryleden mogen een wildcard geven aan een van de deelnemers van beide halve finales. Aan de finale doen nu 25 landen mee.
- 2009 Na kritiek op het puntensysteem van 2008 worden er weer veranderingen aangebracht in de stemprocedure, waarbij de nationale jury en de televoters elk 50% van de stemmen vertegenwoordigen. Dit zal in 2010 ook in de halve finales worden gebruikt.
- 2010 Mensen kunnen al vanaf het eerste liedje hun stem uitbrengen.
- 2012 Na kritiek op de wedstrijd van 2011 worden de vijftien minuten waarbinnen mensen kunnen stemmen weer ingesteld. Aan de finale doen nu 26 landen mee, vanwege de deelname van Italië dat als "Big Five"-land al automatisch doorgaat naar de finale.
- 2013 Het resultaat van de jurystemmen en de televoting wordt licht veranderd zodat liedjes worden gerankt in plaats van dat er een score gegeven wordt. Daarna worden deze stemmen gecombineerd en krijgen de tien hoogst gerankte liedjes punten. Dit jaar is ook de eerste keer waarin de volgorde van liedjes in alle drie shows bepaald wordt door de producers van de show in plaats van door het toeval.
- 2015 De EBU wil ook landen van buiten de unie uitnodigen voor deelname aan het festival. Het eerste van zulke gastlanden is Australië in 2015. Hierdoor neemt het aantal deelnemende landen in de finale toe tot 27.[7][8]
- 2016 Een nieuw scoresysteem wordt ingesteld. Inzendingen krijgen nu één set punten van de vakjury's en één set punten van de televoting. Eerst delen alle vakjury's op de gewoonlijke manier punten uit, van 1 tot 12 punten waarbij alleen de winnaar van de 12 punten door de vertegenwoordiger wordt voorgelezen. Vervolgens worden de telestemmen door de presentator voorgelezen, beginnend bij het land dat het laagste aantal telestemmen heeft ontvangen en eindigd bij het land dat het hoogste aantal heeft ontvangen, zodat de winnaar tot het einde van de wedstrijd onbekend blijft.[9] Daarnaast wordt het aantal deelnemende landen in de finale weer teruggebracht naar 26 omdat Australië aan de halve finales deel moet gaan nemen.[10]
- 2019 De punten van de televoters worden door de presentator voorgelezen beginnend bij het land dat het laagste aantal punten van de vakjury's heeft ontvangen.
- 2023 In de halve finales worden net als in de jaren 2004-2012 de punten alleen nog gegeven door de televoters. De jury's stemmen ook - tijdens de generale repetities, een dag eerder - zodat (als er in een land problemen zouden optreden bij de televoting) deze punten kunnen worden gebruikt voor het bepalen van de einduitslag. De punten van de jury's tellen pas officieel mee in de finale. Tijdens de televoting mogen ook EBU-landen die niet deelnemen aan het songfestival meestemmen. Hun stemmen worden bij elkaar opgeteld, en tellen mee als één land.